# Silcher
Le silcher est un cépage de cuve allemand de raisins blancs.

## Origine et répartition géographique
Le cépage est une obtention de August Herold dans l'institut Staatliche Lehr- und Versuchsanstalt für Wein- und Obstbau Weinsberg  à Weinsberg près de Heilbronn. L'origine génétique est vérifiée : c'est un croisement des cépages kerner x sylvaner réalisé en 1951. Le cépage est autorisé dans de nombreux Länder en Allemagne. Le cépage est peu multiplié.
Le nom du cépage a été choisi en hommage à Friedrich Silcher.

## Aptitudes culturales
La maturité est de deuxième époque hâtive : 8 - 10 jours après le chasselas.